# Hàng không năm 2006
Đây là danh sách các sự kiện hàng không nổi bật xảy ra trong năm 2006:

## Chuyến bay đầu tiên

### Tháng 4
- April 7 - chuyến bay tự do đầu tiên của Boeing X-37

### Tháng 6
- 8 tháng 6 - Bell 417
- 19 tháng 6 - Lockheed C-5M Super Galaxy

### Tháng 8
- 9 tháng 8 - BAE Skylynx II UAV
- 15 tháng 8 - EA-18 Growler, mẫu sản xuất đầu tiên

### Tháng 9
- 5 tháng 9 - Boeing 737-900ER.
- 12 tháng 9 - Boeing 747 Large Cargo Freighter.

### Tháng 10
- 23 tháng 10 - sản phẩm CH-47F

### Tháng 12
- December 15 - F-35 Lightning II
- December 18 - MQ-8B Fire Scout

## Bắt đầu hoạt động
Tháng 2 - Boeing 777-200LR Worldliner trong PIA